# Stuart Bingham
Stuart Bingham (Basildon, 21 maggio 1976) è un giocatore di snooker inglese, professionista dal 1995 al 1997 e dal 1998, numero 14 del ranking, campione del mondo 2015 e vincitore del Masters 2020.

## Carriera
Nel 1996 vince il campionato del mondo dilettantistico (IBSF World Snooker Championship).
Vince nel 2011, a 35 anni, il primo titolo tra i professionisti battendo Mark Williams nella finale dell'Australian Goldfields Open.
Nel 2014 ottiene la sua seconda vittoria battendo Mark Allen nello Shanghai Masters.
Nel 2015 vince il Mondiale battendo in finale Shaun Murphy con il punteggio di 18-15. In precedenza, nel corso del torneo, aveva battuto il 5 volte campione del mondo Ronnie O'Sullivan e Judd Trump. Grazie al successo in quest'ultimo torneo raggiunge la posizione numero 2 del Ranking, massimo risultato in carriera.
Il 19 febbraio 2017 vince il Coral Welsh Open battendo in finale Judd Trump.
Nella stagione 2018-2019 Bingham trionfa nel torneo di casa English Open e al Gibraltar Open, perdendo inoltre la finale del Welsh Open contro Neil Robertson.
Nella stagione 2019-2020 conquista il primo Masters in carriera.

## Rivalità
Stuart Bingham ha avuto una rivalità con Mark Allen. Durante il Campionato mondiale 2011 il nordirlandese ha offeso l'inglese, che ha risposto dandogli dell'idiota. In seguito, all'Australian Goldfields Open dello stesso anno, Bingham ha dichiarato di non vedere l'ora di sfidare Allen e lo scontro è poi arrivato ai quarti del torneo, con Bingham che ha poi vinto 5-3 e ha proseguito il cammino verso la vittoria della competizione contro Mark Williams conquistando il primo titolo Ranking in carriera. Dopo aver vinto il Campionato mondiale 2015, Bingham ha ringraziato ironicamente Allen nell'intervista dicendo che questa rivalità lo ha spinto a diventare più forte, infatti da quel momento in poi è diventato stabilmente uno dei più forti della specialità.

## Vita privata
Bingham è sposato dal 2013 con Michelle Shabi e ha due figli: Shae nato nel 2011 e Marnie Rose nata nel 2017. Michelle aveva già avuto una figlia chiamata Tegan nata nel 2003.
Appassionato anche di golf e di calcio, è un grande tifoso del West Ham United a cui assiste ogni tanto ai match casalinghi.

## Ranking
| Stagione  | Ranking iniziale | Ranking finale |
| --------- | ---------------- | -------------- |
| 1995-1996 | Non classificato | 327            |
| 1996-1997 | 327              | 197            |
| 1998-1999 | 164              | 93             |
| 1999-2000 | 93               | 43             |
| 2000-2001 | 43               | 44             |
| 2001-2002 | 44               | 57             |
| 2002-2003 | 57               | 43             |
| 2003-2004 | 43               | 37             |
| 2004-2005 | 37               | 37             |
| 2005-2006 | 37               | 24             |
| 2006-2007 | 24               | 23             |
| 2007-2008 | 23               | 21             |
| 2008-2009 | 21               | 21             |
| 2009-2010 | 21               | 29             |
| 2010-2011 | 29               | 17             |
| 2011-2012 | 17               | 16             |
| 2012-2013 | 16               | 6              |
| 2013-2014 | 6                | 8              |
| 2014-2015 | 12               | 2              |
| 2015-2016 | 2                | 2              |
| 2016-2017 | 2                | 9              |
| 2017-2018 | 9                | 13             |
| 2018-2019 | 13               | 13             |
| 2019-2020 | 13               | 13             |
| 2020-2021 | 13               | 15             |
| 2021-2022 | 15               |                |

### Maximum breaks: 9
| N° | Anno | Competizione              | Avversario         | Note   |
| -- | ---- | ------------------------- | ------------------ | ------ |
| 1  | 1999 | Challenge Tour 3          | Barry Hawkins      | [ 15 ] |
| 2  | 2005 | Qualificazione al Masters | Marcus Campbell    | [ 16 ] |
| 3  | 2012 | Wuxi Classic              | Ricky Walden       | [ 17 ] |
| 4  | 2018 | China Open                | Ricky Walden       | [ 18 ] |
| 5  | 2019 | China Open                | Peter Ebdon        | [ 19 ] |
| 6  | 2019 | Northern Ireland Open     | Lu Ning            | [ 20 ] |
| 7  | 2020 | UK Championship           | Zak Surety         | [ 21 ] |
| 8  | 2021 | Championship League       | Thepchaiya Un-Nooh | [ 22 ] |
| 9  | 2022 | Gibraltar Open            | Gerard Greene      | [ 23 ] |

## Tornei vinti

### Titoli Non-Ranking: 8
| Titoli Ranking             | Titoli Ranking | Titoli Ranking | Titoli Ranking |
| -------------------------- | -------------- | -------------- | -------------- |
| Competizione               | Anno           | Avversario     | Note           |
| Campionato mondiale        | 2015           | Shaun Murphy   | [ 24 ]         |
| Australian Goldfields Open | 2011           | Mark Williams  | [ 3 ]          |
| Shanghai Masters           | 2014           | Mark Allen     | [ 25 ]         |
| Welsh Open                 | 2017           | Judd Trump     | [ 26 ]         |
| English Open               | 2018           | Mark Davis     | [ 27 ]         |
| Gibraltar Open             | 2019           | Ryan Day       | [ 28 ]         |

| Titoli Non-Ranking                   | Titoli Non-Ranking | Titoli Non-Ranking      | Titoli Non-Ranking |
| ------------------------------------ | ------------------ | ----------------------- | ------------------ |
| Competizione                         | Anno               | Avversario              | Note               |
| The Masters                          | 2020               | Ali Carter              | [ 8 ]              |
| Challenge Tour 3                     | 1999               | Matthew Couch           | [ 15 ]             |
| Merseyside Professional Championship | 1999               | Stuart Pettman          | [ 29 ]             |
| WPBSA Open Tour 6                    | 2002               | Matthew Selt            | [ 30 ]             |
| Qualificazioni al Masters            | 2005 - 2006        | Ali Carter - Mark Selby | [ 16 ] [ 31 ]      |
| Premier League                       | 2012               | Judd Trump              | [ 32 ]             |
| Championship League                  | 2015               | Mark Davis              | [ 33 ]             |

- Asian Players Tour Championship: 2 (Zhangjiagang Open 2012, Zhengzhou Open 2012)
- Asian Tour: 2 (Dongguan Open 2014, Haining Open 2014)

## Finali perse

### Titoli Non-Ranking: 6
| Titoli Ranking   | Titoli Ranking | Titoli Ranking                   | Titoli Ranking |
| ---------------- | -------------- | -------------------------------- | -------------- |
| Competizione     | Anno           | Avversario                       | Note           |
| Wuxi Classic     | 2012           | Ricky Walden                     | [ 34 ]         |
| Welsh Open       | 2013 - 2019    | Stephen Maguire - Neil Robertson | [ 35 ] [ 36 ]  |
| World Grand Prix | 2016           | Shaun Murphy                     | [ 37 ]         |
| European Masters | 2017           | Judd Trump                       | [ 38 ]         |

| Titoli Non-Ranking           | Titoli Non-Ranking | Titoli Non-Ranking | Titoli Non-Ranking |
| ---------------------------- | ------------------ | ------------------ | ------------------ |
| Competizione                 | Anno               | Avversario         | Note               |
| Benson & Hedges Championship | 2000               | Shaun Murphy       | [ 39 ]             |
| Champion of Champions        | 2013               | Ronnie O'Sullivan  | [ 40 ]             |
| Shoot-Out                    | 2014               | Dominic Dale       | [ 41 ]             |
| China Championship           | 2016               | John Higgins       | [ 42 ]             |
| Romanian Masters             | 2018               | Ryan Day           | [ 43 ]             |
| Championship League          | 2021-2022          | John Higgins       | [ 44 ]             |

| Tornei varianti            | Tornei varianti | Tornei varianti | Tornei varianti |
| -------------------------- | --------------- | --------------- | --------------- |
| Competizione               | Anno            | Avversario      | Note            |
| Six-Red World Championship | 2016            | Ding Junhui     | [ 45 ]          |